# Limite projective
En mathématiques, dans la formalisation du langage des catégories, la limite projective est une généralisation du produit. Cette notion est duale de celle de limite inductive.

## Limite projective d'ensembles
Soient {\displaystyle (I,\leq )} un ensemble ordonné, {\displaystyle (E_{i})_{i\in I}} une famille d'ensembles indexée par {\displaystyle I}, et pour chaque couple {\displaystyle (i,j)\in I^{2}} tel que {\displaystyle i\leq j}, une application {\displaystyle f_{i}^{j}:E_{j}\to E_{i}}.
On suppose que ces applications vérifient les deux propriétés suivantes :
- {\displaystyle \forall i\in I,f_{i}^{i}=Id_{E_{i}}} ;
- {\displaystyle \forall (i,j,k)\in I^{3},\ i\leq j\leq k\Rightarrow f_{i}^{j}\circ f_{j}^{k}=f_{i}^{k}.}

Une telle structure est appelée système projectif d'ensembles. On appelle limite projective de ce système, et l'on note {\displaystyle \varprojlim E_{i}} l'ensemble
{\displaystyle {\Big \{}(a_{i})\in \prod _{i\in I}E_{i}\;{\Big |}\;\forall i\leq j,\,\,a_{i}=f_{i}^{j}(a_{j}){\Big \}}.}

## Système projectif
La définition précédente d'un système projectif d'ensembles se généralise de la catégorie des ensembles à n'importe quelle catégorie C : soit {\displaystyle (I,\leq )} un ensemble ordonné. On appelle système projectif d'objets de C indexé par I la donnée d'une famille {\displaystyle (E_{i})_{i\in I}} d'objets de C et de morphismes {\displaystyle f_{i}^{j}:E_{j}\to E_{i}} pour chaque couple d'indices {\displaystyle (i,j)\in I^{2}} tel que {\displaystyle i\leq j}, le tout vérifiant :
- {\displaystyle \forall i\in I,f_{i}^{i}=Id_{E_{i}}} ;
- {\displaystyle \forall (i,j,k)\in I^{3},\ i\leq j\leq k\Rightarrow f_{i}^{j}\circ f_{j}^{k}=f_{i}^{k}.}

## Définition de la limite projective par unepropriété universelle
Soit (Xi, fij) un système projectif dans une catégorie C. Une limite projective des Xi suivant les morphismes fij, ou, par abus de langage, une limite des Xi suivant I, ou encore tout simplement une limite projective des Xi, est, lorsqu'elle existe, un objet X de la catégorie C muni de flèches πi de X à valeurs dans Xi vérifiant les relations de compatibilité πi = fij ∘ πj pour tous i ≤ j. De plus, la donnée (X, πi) doit être universelle : pour tout autre objet Y muni d'une famille de flèches ψi vérifiant des compatibilités analogues, il existe une unique flèche u : Y → X telle que le diagramme :
soit commutatif pour tous i ≤ j.
Autrement dit, la limite projective représente le foncteur qui à un objet Y de la catégorie C associe l'ensemble {\displaystyle \varprojlim Hom(Y,X_{i})}.
Lorsqu'elle existe, la limite projective est unique, à isomorphisme (unique) près. On parle donc couramment de la limite projective.
La limite projective est notée : {\displaystyle X=\varprojlim X_{i}}.

## Exemples
- Si l'ordre sur I est l'égalité, un système projectif indexé par I est simplement une famille d'objets de la catégorie, et sa limite projective n'est autre que son produit.
- En particulier, la limite projective du système indexé par l'ensemble vide est l'objet final.
- Soit I un ensemble ordonné et {\displaystyle (E_{i})_{i\in I}} une famille d'ensembles décroissante pour l'inclusion. Pour {\displaystyle i\leq j} dans I, désignons par {\displaystyle f_{i}^{j}} l'inclusion {\displaystyle x\mapsto x} de {\displaystyle E_{j}} dans {\displaystyle E_{i}}. Cela définit un système projectif d'ensembles. Supposons I filtrant à gauche ou à droite, ce qui est le cas, par exemple si I = ℕ. (Plus généralement, il suffit de supposer que deux éléments de I peuvent toujours être reliés par une séquence d'éléments de I où chaque élément est comparable au suivant.) Si, de plus, I n'est pas vide, la limite projective du système projectif en question est canoniquement équipotente à l'intersection des {\displaystyle E_{i}}. Plus précisément, l'intersection, munie de ses inclusions dans les {\displaystyle E_{i}}, est une limite projective du système.
- Dans une catégorie, la limite inductive est la limite projective de la catégorie duale.

## Limite projective de structures algébriques
Dans la catégorie des magmas, des monoïdes, des groupes, des anneaux, des A-modules, des K-espaces vectoriels, on peut construire la limite de n'importe quel système projectif. (Dans celle des corps, pas toujours : il n'y a pas de produits.)
En effet, soient {\displaystyle (I,\leq )} un ensemble ordonné et {\displaystyle (E_{i},f_{i}^{j})} un système projectif indexé par {\displaystyle I} de magmas (ou de toute autre structure algébrique parmi la liste ci-dessus). Le produit cartésien {\displaystyle \prod _{i\in I}E_{i}} peut être muni de la structure de produit direct pour laquelle les projections canoniques sont des morphismes. De plus la limite projective ensembliste est stable pour la loi produit (ou les diverses lois). Munie de cette (ou ces) loi(s), la limite projective ensembliste vérifie les axiomes de la structure algébrique en question, et la propriété universelle de la limite projective.

### Exemple
Soit {\displaystyle p} un nombre premier. Pour deux entiers naturels n ≤ m, l'inclusion {\displaystyle p^{m}\mathbb {Z} \subset p^{n}\mathbb {Z} } d'idéaux de l'anneau {\displaystyle \mathbb {Z} } induit un morphisme canonique {\displaystyle f_{n}^{m}:\mathbb {Z} /p^{m}\mathbb {Z} \to \mathbb {Z} /p^{n}\mathbb {Z} }. L'anneau des entiers p-adiques {\displaystyle \mathbb {Z} _{p}} est défini comme la limite du système projectif {\displaystyle (\mathbb {Z} /p^{n}\mathbb {Z} ,f_{n}^{m})} indexé par {\displaystyle \mathbb {N} }. Un entier p-adique est alors une suite {\displaystyle ({\overline {a_{n}}})_{n\in \mathbb {N} }} telle que {\displaystyle {\overline {a_{n}}}\in \mathbb {Z} /p^{n}\mathbb {Z} } et que, si {\displaystyle n<m}, {\displaystyle a_{n}\equiv a_{m}\mod p^{n}}.

## Limite projective d'espaces topologiques
Soient {\displaystyle (I,\leq )} un ensemble ordonné filtrant et {\displaystyle (E_{i})_{i\in I}} un système projectif d'espaces topologiques, les applications {\displaystyle (f_{i}^{j})} étant donc continues.
Le produit cartésien {\displaystyle \prod _{i\in I}E_{i}} peut être muni de la topologie produit pour laquelle les projections canoniques sont continues. La topologie induite sur la limite projective ensembliste vérifie la propriété universelle de la limite projective.
La notion de limite projective a été introduite en 1936 par Norman Steenrod, dans sa thèse de doctorat où il a défini la limite projective d'un système projectif d'espaces topologiques.

## Aspects fonctoriels
La définition ci-dessus d'un système projectif indexé par I dans une catégorie C n'est qu'une explicitation de la définition d'un foncteur contravariant de I (vu comme une catégorie) dans C (ou encore : un foncteur covariant de la catégorie duale Iop – associée à l'ordre dual – dans C).
Un morphisme de systèmes projectifs est une transformation naturelle entre deux tels foncteurs. Plus explicitement, un morphisme de {\displaystyle (E_{i},f_{i}^{j})} vers {\displaystyle (F_{i},g_{i}^{j})} est une famille (indexée elle aussi par {\displaystyle I}) de morphismes {\displaystyle h_{i}:E_{i}\to F_{i}} telle que pour tous {\displaystyle j\geq i} dans {\displaystyle I}, les deux morphismes (de {\displaystyle E_{j}} dans {\displaystyle F_{i}}) {\displaystyle h_{i}\circ f_{i}^{j}} et {\displaystyle g_{i}^{j}\circ h_{j}} soient égaux.
Ceci définit la catégorie {\displaystyle C^{I^{op}}} des systèmes projectifs indexés par I dans C (on dispose ainsi de la notion d'isomorphisme de tels systèmes).
À tout morphisme entre deux tels systèmes on associe alors canoniquement un morphisme entre leurs limites projectives, ce qui fait de la limite projective (lorsqu'elle est définie) un foncteur covariant de {\displaystyle C^{I^{op}}} dans {\displaystyle C}. En particulier, deux systèmes isomorphes ont des limites isomorphes.

## Généralisation
Dans une catégorie quelconque, pour que les limites projectives existent, il suffit que le produit existe et que les égaliseurs des doubles flèches existent.
Dans une catégorie C, étant donné deux flèches {\displaystyle f:X\to Y} et {\displaystyle g:X\to Y}, on appelle égaliseur de la double flèche {\displaystyle (f,g)}, un objet E muni d'une flèche {\displaystyle eq:E\to X} tel que toute flèche {\displaystyle m:O\to X} pour laquelle {\displaystyle f\circ h=g\circ h} soit de la forme {\displaystyle m=eq\circ u} pour une unique flèche {\displaystyle u:O\to E}. Dans une catégorie abélienne, l'égaliseur de deux flèches est simplement le noyau de leur différence.